# Anacronisme

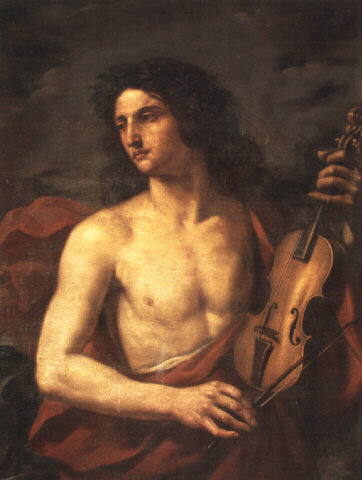
Orfeu, un personatge de la mitologia grega, representat per Cesare Gennari amb un violí que no existia abans del segle XVI

Un anacronisme és un error de la cronologia que es produeix quan quelcom (acció, objecte, paraula, idea, etc.) és discordant amb el període històric de la resta del context global al qual apareix. El mot "anacronisme" prové del grec, ανά (ana: amunt, contra, re-) i χρόνος (chronos: temps).
Per exemple, si en una obra ambientada durant l'antiga República de Roma aparegués un personatge emprant un ordinador, això és un anacronisme. Hi ha dos tipus d'anacronismes: paracronismes i procronismes. El paracronisme consisteix a situar fets del passat en una època posterior, per exemple un carruatge de cavalls circulant per una autovia. El procronisme consisteix a col·locar fets d'una època posterior en una anterior, per exemple el Cid Campeador duent un rellotge de polsera digital. Els anacronismes poden ser reals o ficticis i si són ficticis intencionats o no intencionats. En seria un exemple la pel·lícula El Cid, si digués que es va a menjar als seus enemics amb patates, aquest, seria un anacronisme que intencionadament pot donar un cert estil al film, tot i que en aquella època a Europa no es coneixien les patates. A la pel·lícula Allò que el vent s'endugué, quan Scarlett corre cercant el Doctor Meade, es veu un llum amb una bombeta elèctrica, possiblement no va ser un anacronisme intencionat.

## Tipus
Els artefactes culturals sovint obsolets poden ser considerats com un anacronisme. Per exemple, una persona d'avui dia, per dur un barret de copa alta, escriure amb una ploma, o utilitzar una màquina d'escriure. Aquestes eleccions poden reflectir una excentricitat, una preferència estètica, o una preferència ètica. Un altre tipus d'anacronisme sorgeix quan un treball basat en un estat particular de l'era del coneixement es llegix en el context d'una època més tardana, amb un estat diferent de coneixement. Molts treballs científics que es basen en teories que han estat desacreditades posteriorment s'han convertit en anacròniques amb l'eliminació dels fonaments i les obres de ficció especulativa, sovint es troben en l'especulació superat pel desenvolupament tecnològic en el món real.
Un anacronisme, per altra banda, es produïx quan apareix un element en un context temporal al qual no podia estar present (l'objecte encara no s'havia desenvolupat, l'expressió verbal no havia estat encunyat, la filosofia no s'havia formulat, la raça de l'animal no existia, la tecnologia no havia estat creada). Un exemple podria ser col·locar les pel·lícules occidentals d'armes de foc no es va introduir fins a la dècada de 1870, com el rifle Winchester de 1873 o el revòlver Colt Single Action Army, en la societat de la frontera abans de la guerra o en anys després de la Guerra de Secessió. Mentre anacronismes com aquests poden passar desapercebuts, d'altres són francament còmics en els seus efectes (per exemple, un camperol del segle x britànic descriu el seu poble com "anarcosindicalista" en una pel·lícula de Monty Python.

## Anacronismes històrics
Es parla d'oopart (acrònim anglès d'out of place artifact) per significar un artefacte que apareix fora de lloc en arqueologia o geologia: objectes més avançats del que cabria esperar per al seu lloc i període.
No obstant això, aquests aparents anacronismes poden reflectir la nostra ignorància més que una genuïna anomalia cronològica. La visió popular de la història mostra una idea del passat en la qual la humanitat té un desenvolupament primitiu i progressa cap al desenvolupament de la tecnologia. No obstant això els esmentats objectes anacrònics semblen contradir aquesta idea.
Alguns arqueòlegs pensen que considerar aquests objectes com anacronismes suposa subestimar la tecnologia i creativitat de la gent d'aquella època mentre que uns altres els consideren evidències de línies de temps alternatives o heterodoxes en la història humana. Si es considera l'avenç tecnològic humà paral·lel a l'expansió i declivi de les civilitzacions humanes, llavors trobar almenys algun anacronisme és esperable. Un exemple d'això seria el formigó usat en diverses cultures antigues, només per a ser oblidat i reinventat després per una altra cultura, fins al present, en el qual la tecnologia s'empra globalment i és poc probable tornar a caure en la foscor de nou.

## Anacronismes socials
El terme també s'utilitza metafòricament per a descriure coses actuals que semblen estar fora de lloc en el temps, encara que no ho estiguin literalment. Per exemple, les monarquies i altres tradicions polítiques molt abundants en el passat són considerades per molts com totalment anacròniques, així com alguns llenguatges passats de moda o certes tradicions religioses. Els valors morals predominants d'altra època, que ara han perdut importància poden ser considerats també com anacrònics.

## En art i ficció
L'anacronisme apareix especialment en aquells treballs de ficció que usen una base històrica. L'anacronisme es pot presentar de diverses maneres, per exemple no distingint entre les diferents maneres de vida que caracteritzen als diferents períodes històrics o per la ignorància del progrés de les arts i les ciències i altres fets de la història. Poden variar d'incoherències manifestes a petites distorsions. Només a partir del segle xviii és quan aquest tipus de distorsions han molestat al públic en general. Els anacronismes abunden tant en les obres de Rafael i Shakespeare, així com en diversos pintors i dramaturgs d'èpoques passades. En particular, els artistes, tant en els escenaris com en els quadres, solien assimilar als personatges al seu propi temps i nacionalitat. Els soldats romans apareixien vestits com els militars del Renaixement. La Mare de Déu apareixia representada en les obres italianes amb característiques italianes i en les obres de Flandes amb característiques de Flandes. Això segueix ocorrent avui dia. Fins a l'època de Voltaire, Alexandre Magne apareixia en les obres franceses amb el vestit de Lluís XIV de França. De la mateixa manera el públic de Shakespeare no es preguntava si en l'època de Hamlet existia la universitat de Wittenberg o si en l'Antiga Roma de Juli César s'usaven les campanes.
No obstant això, en molts treballs, tals anacronismes no són simplement el resultat de la ignorància, que hagués estat corregida si l'artista simplement hagués tingut un coneixement més històric. Els pintors del Renaixement, per exemple, estaven bén assabentats de les diferències en els vestit entre les èpoques antigues i les seves pròpies, donada l'atenció renovadora a l'art antic en el seu temps, però van triar, sovint, representar escenes antigues de manera contemporània. No obstant això aquests anacronismes reflecteixen una diferència pel que fa als segles xix i xx en els quals es tractava de representar els detalls de les èpoques anteriors com realment eren. Els artistes i escriptors d'èpoques passades estaven normalment ocupats en altres aspectes de la composició, i el fet que els esdeveniments de les seves obres ocorreguessin en el passat era una mica secundari. Per tant, preocupar-se per una gran quantitat de detalls relacionats amb el període històric s'hagués considerat una distracció.
Les produccions modernes que encara confien en l'anacronisme per a provocar un efecte. Per exemple, les representacions de les obres de Shakespeare poden usar la caracterització de l'època de l'autor, de l'obra, de qualsevol altra època fins als nostres dies o fins i tot d'un futur imaginari com en el cas de la pel·lícula El planeta prohibit i la seva adaptació musical, que són una versió lliure de l'obra, La tempesta, en clau de ciència-ficció. Altres adaptacions populars d'obres de Shakespeare que van usar anacronismes van ser Titus (1999) i Romeu i Julieta de William Shakespeare (1996). Una mica similar podem veure en la pel·lícula Moulin Rouge! (2001), on s'usa música diversa del segle xx, en una pel·lícula que es desenvolupa a la fi del segle xix. Altres pel·lícules com Brazil, Una sèrie de catastròfiques dissorts o Ricard III creen món on entren en conflictes diverses circumstàncies anacròniques per a crear un ambient estilístic únic que no pot circumscriure's a un període concret. Aquest ús estilístic apareix també en les pel·lícules infantils tals com Shrek o Hoodwinked on s'usa amb efectes satírics. Els directors poden usar de vegades aquests anacronismes per a donar un aire fresc a una història ja coneguda. Andrew Lloyd Webber va crear dos coneguts musicals (Jesucrist Superstar i Joseph and the Amazing Technicolor Dreamcoat), on es van adaptar històries bíbliques conegudes a la sensibilitat moderna.
Les comèdies poden usar l'anacronisme per a crear un efecte humorístic. Una de les primeres pel·lícules importants a usar anacronismes va ser Tres edats de Buster Keaton que inclou en invent del beisbol de l'Edat de Pedra i problemes de tràfic moderns en la Roma clàssica. La pel·lícula de 1974 de Mel Brooks Cadires de muntar calentes que es desenvolupa en el Salvatge Oest en 1875 conté molts anacronismes evidents dels anys setanta incloent un vestit de Gucci para el xèrif, un automòbil, una escena en el Grauman's Chinese Theatre de Hollywood i referències freqüents a Hedy Lamarr. Els dibuixos animats Els Picapedra presenten versions prehistòriques d'aparells moderns. Fins i tot a pesar d'una curosa investigació, moltes històries de ciència-ficció presenten anacronismes a causa de coses que els autors no van poder predir, com per exemple que suposessin l'existència de la Unió Soviètica a mitjan segle XXI Amb el detallisme exigit a les pel·lícules d'història contemporània, és fàcil introduir anacronismes. Per exemple en la pel·lícula Apollo XIII (1995) apareixen nombrosos errors entre els quals s'inclouen: un logotip incorrecte de la NASA i l'aparició de l'àlbum de The Beatles Let It Be un mes abans que fora realment posat a la venda. Els anacronismes en el llenguatge també són molt freqüents i poden ser intencionats o no. Els anacronismes intencionats s'usen perquè l'espectador pugui comprendre més fàcilment, ja que aquest canvia molt de pressa i si no parlessin una llengua actualitzada en una pel·lícula històrica ens seria molt difícil comprendre. Els anacronismes no intencionats consisteixen a posar en boca de personatges històrics paraules d'argot i figures del discurs modern.
Anacronismes lingüístics poden demostrar la falsedat d'un document suposadament d'un temps anterior. L'ús de la terminologia del segle xix i antisemites del segle XX demostrant que les profecies de Franklin eren una falsificació, ja que Benjamin Franklin va morir el 1790.

## En el món erudit
En l'escriptura acadèmica no hi ha lloc per a l'anacronisme deliberat i es consideren un error en el mètode d'estudi. Per exemple avui sabem que el concepte de translatio imperii va ser usat per primera vegada en el segle xii. Usar-lo per a interpretar la literatura del segle x és un error que (una vegada vist això) és obvi com a tal. Altres exemples són menys obvis. Referir-se al Sacre Imperi Romanogermànic com el Primer Reich és veure la història a través dels ulls del nazisme i, per tant, és anacrònic. No obstant això alguns límits són difícils de definir.

## Psicologia
Algunes persones sofrixen d'una creença obsessiva on creuen que pertanyen o haurien d'estar en altre període, el que els impedeix ocupar-se de les tasques quotidianes en el món diari actual. De vegades les persones d'edat avançada poden experimentar aquesta condició si senten que el món modern s'ha desenvolupat fins a un punt en el qual no encaixen o no entenen el que els envolta.